# 鲍国宝
鲍国宝（1899年5月5日—1978年10月5日），男，广东香山人，中华人民共和国电力工程学家。

## 生平

### 早年生涯
鲍国宝是广东省香山县山场乡（今属珠海市香洲区山场村）人。出生于商人家庭。父亲鲍瞻旷是个茶商。兄弟姐妹六个，家境富有，从小接受良好的教育，1905年3月至1910年7月，入读上海私塾：1910年8月至1913年7月，在交通大学附属中学读书。1918年7月从北京清华学校毕业。1918年10月，进入美国康奈尔大学机械工程动力系学习，1922年7月，毕业并取得机械工程师学位。之后在美国柯罗法发电厂、美国机车制造厂、孚斯内燃机械制造厂实习。
1923年回国。1924年1月至12月，在杭州任浙江工业专门学校（浙江大学前身）电机系教授；1925年1月至1927年7月，在郑州任豫丰纱厂动力部工程师；1927年8月至1928年6月，在上海任交通大学机械学科教授；1928年7月至1930年1月，任南京国民政府建设委员会电业技正、电汽处副处长、电汽处处长；1930年1月至1933年2月，在南京任首都电厂厂长；1933年3月至1936年8月任福州电气公司总稽核兼总工程师，主持建设容量为3000kw的发电厂，兴建福州市区6.6kV城网馈线。福建第一条由福州到长乐莲柄港灌溉区的33kV输变电工程。该工程在乌龙江的跨越档距为750m，铁塔高60m，是当时电压等级、输电规模、档距、塔高为全国之最的工程。1936年9月至1938年10月，任广州市电力管理处总经理兼总工程师，主持建设当时单机容量和装机容量居全国第一（2台15000kW）而且是用电缆供电的西村新电厂。。
抗日战争爆发后，日军进犯广州时，他奉命亲手将广州电厂炸掉。后辗转四川，1939年3月至1944年12月，任岷江电厂厂长兼宜宾电厂厂长、自流井电厂董事长，开发大渡河水电，积极规划以大渡河水电为基础的北接成都、南联宜宾的包括五通桥、宜宾、自流井等电厂在内的220kV川西电网。宜宾电厂的建成，为后方重要工业提供了急需的电源，对抗战后方的经济稳定起到了积极作用。。设计从宜宾至自流井全长108km的井宜输电线，创下了抗战后方电压等级最高（33kV）、输电距离最长（75km）的输电工程。

### 第二次国共内战
抗日战争胜利后，1946年2月至10月，在上海任江南电力局筹备处处长兼广州电厂理事长，准备以美援为基础建立电力局，在上海浦东建设新电厂，以加速恢复沪宁一带的电力，但该项目因资源委员会未能中标购到有关设备而天折。1946年10月至1949年1月，在北平任冀北电力公司总经理，1948年起兼冀北电力公司北平分公司经理。石景山电厂6号机组的修复，日本人在南苑变电所变压器变抽头装置装配错误得到纠正；亲自踏勘核实永定河上游下马岭一带建电厂的条件；亲自与美方探讨用美援改进平津唐电网的计划等等。北平和平解放是选择留下。在解放军接管北平后，组织线路抢修队出城施工，实施供电局方案，使北平城内恢复路灯照明和自来水的供应。1949年2月至5月，任华北人民政府军管的冀北电力公司总经理。1949年5月至12月，任华北人民政府企业部华北电力公司总经理。

### 共和国时期
中华人民共和国成立后，1950年1至6月，任燃料工业部华北电业管理局局长；1950年6月至1952年9月，任燃料工业部电业管理局局长兼燃料工业部修建司司长；1952年9月至1953年1月，任燃料工业部修建司设计行政司司长；1955年9月至1958年2月，任电力工业部技术委员会副主任；1958年2月至1978年10月，任水利电力部技术委员会副主任、顾问。文化大革命期间，受到诬陷被隔离。1971年，生病并在次年送回北京协和医院，做了前列腺手术。文化大革命结束后，被聘为电力部技术委员会顾问，翻译《物理学词典》、《中外科学词典》。
1956年6月，受命与北京大学工学院长马大猷组织学会工作。他被推选为中国电机工程学会筹备委员会副主任委员；1958年5月，被选为中国电机工程学会第一届理事会常务理事，后被选为第二届理事会副理事长。
1978年10月5日，脑癌在北京逝世，终年79岁。

## 身后
1994年，错案得到平反昭雪。

## 社会兼职
第二届全国政协委员，第二、三届全国人大代表等职。

## 家庭
妻子陈斐君，两人于1926年结婚，并生育两子两女。长女鲍蕙荪是江苏省优秀教育工作者。长子鲍百宁是机械工程师。次子鲍百容及其妻子邹美琪都是航空部502所的航天工程师，参与神舟5号载人飞船的研制工作。次女鲍蕙荞是钢琴演奏家。